# Санта Еуфемија Ламеција (Катанцаро)
Санта Еуфемија Ламеција је насеље у Италији у округу Катанцаро, региону Калабрија.
Према процени из 2011. у насељу је живело 3443 становника. Насеље се налази на надморској висини од 23 м.